# Alba religiosa
|  | No s'ha de confondre amb Alba (vestit). |

L'alba religiosa és una variant de l'Alba, un gènere de poesia trobadoresca. En l'alba, el poeta expressa un desig que arribi el matí i, per tant, que quedi enrere la nit. El matí és el símbol de la glòria divina, de la gràcia, de la Verge, que és la dama a la qual tothom pot expressar el seu amor, sense necessitat de fer servir un senhal, etc. Per contra, es tem o es malparla de la nit, que és el símbol de temptacions, del pecat.
Segons Riquer, es conserven sis albes religioses en la poesia trobadoresca.

## Axi con cel c'anan erra la via
Encara que les albes amoroses són més abundants, entre els trobadors podem trobar albes religioses com aquesta de Cerverí de Girona. En ella el trobador desitja, al contrari del que passa amb els enamorats clandestins, que arribi el dia perquè s'acabin els neguits i els perills de la nit. El dia portarà la llum que vol aquell qui no ha d'amagar res.